# الور، بخش تیروچیراپالی
الور، بخش تیروچیراپالی (به انگلیسی: Allur, Tiruchirappalli district) یک منطقهٔ مسکونی در هند است که در تامیل نادو واقع شده‌است.

## خصوصیات
الور ۳٬۱۴۸ نفر جمعیت دارد.